# Karl Muru
Karl Muru (* 1. Januar 1927 in Pikkjärve, Landgemeinde Palamuse; † 30. Mai 2017 in Elva) war ein estnischer Literaturwissenschaftler und -kritiker.

## Leben
Karl Muru ging in Kaarepere und Kohtla-Järve zur Schule und besuchte von 1945 bis 1951 das Lehrerseminar in Tartu. Von 1951 bis 1959 war er Estnischlehrer in Rapla, während er gleichzeitig ein Fernstudium der estnischen Philologie an der Universität Tartu absolvierte. Nach seinem Abschluss war er ab 1959 Lehrer in Elva und parallel dazu Aspirant am Lehrstuhl für estnische Literatur in Tartu. Hier verteidigte er 1963 seine Kandidatenarbeit zur Dichtung von Jaan Kärner. Ab 1970 war er Dozent an der Universität Tartu. 1974 wurde er mit einer Arbeit zur estnischen Dichtung in den 1930er-Jahren zum Dr. phil. promoviert. Ab 1978 war er Professor für estnische Literatur an der Universität Tartu, von 1980 bis 1992 Lehrstuhlleiter. Daneben war er von 1981 bis 1983 Estnischlektor an der Universität Jyväskylä.
Muru war von 1965 bis 1990 Mitglied der KPdSU und ab 1974 Mitglied des Estnischen Schriftstellerverbandes.

## Werk
Zentraler Gegenstand von Murus Forschungen war die estnische Lyrik. Sowohl seine Kandidaten- wie auch seine Doktorarbeit beschäftigten sich damit; außerdem verfasste er zahlreiche Studien zu verschiedenen estnischen Dichterinnen und Dichtern. In einem Nachruf ist von einem „für die estnische Lyrik gelebten Leben“ die Rede. Dabei ging es Muru immer um die Texte selbst, weniger um die Person. „Die wahre und gleichzeitig vollkommenste Autobiografie eines Lyrikers/einer Lyrikerin ist seine/ihre Dichtung“, lautete sein Credo. Besonders intensiv beschäftigte er sich mit den Arbujad; zu Betti Alver legte er eine Biografie vor.
Muru fungierte ferner als Herausgeber von Schulbüchern und Lyrikanthologien.

## Auszeichnungen
- 1995 Jahrespreis des Estnischen Kulturkapitals
- 1998 Ehrendoktor der Universität Jyväskylä
- 2002 Orden des weißen Sterns, IV. Klasse

## Bibliografie (Auswahl)

### Monografien
- Jaan Kärner nõukogude luuletajana (1940–1958). Tartu: Tartu Riiklik Ülikool 1963. 54 S.
- Vaateid kolmest aknast. Tallinn: Eesti Raamat 1975. 416 S.
- Kodus ja külas. Tallinn: Eesti Raamat 1987. 264 S.
- (Herausgeber) Sõnarine. Eesti luule antoloogia I – IV. Tallinn: Eesti Raamat 1989–1995. 559 + 797 + 640 + 735 S.
- Luuleseletamine. Tartu: Ilmamaa 2001. 485 S.
- Betti Alver. Elu ja loomingu lugu. Tartu: Ilmamaa 2003. 279 S. (Eesti kirjanikke)
- Rännul luuleilmas. Tartu: Ilmamaa 2014. 146 S.

### Aufsätze
- Jaan Kärneri looduslüürika iseloomulikke jooni, in: Keel ja Kirjandus 8/1963, S. 453–458; 9/1963, S. 524–530.
- Punktiire vaimuviljeleja luulest (Valmar Adams 70-aastane), in: Keel ja Kirjandus 1/1969, S. 17–24.
- J. Krossi luule maailma avastamise retkel, in: Keel ja Kirjandus 3/1972, S. 155–164.
- Gustav Suits eesti luules, in: Keel ja Kirjandus 11/1983, S. 593–601.
- Pärast "Maantee tuuli", in: Looming 12/1983, S. 1690–1698.
- Paul-Eerik Rummo, in: Looming 1/1986, S. 104–117.
- Hando Runneli lugu ja laul, in: Looming 2/1987, S. 243–251.
- Paar laastu palimpsesti. Ivar Ivaski luulest, in: Looming 5/1990, S. 696–706.
- Kalju Lepik juhuluuletajana, in: Keel ja Kirjandus 10/1990, S. 577–583.
- Mõnda une(näo)motiividest sajandikeskme eesti lüürikas, in: Looming 2/1998, S. 279–286.
- Eesti värssromaanist üldvaates, in: Keel ja Kirjandus 5/2000, S. 325–333.
- "Tolm ja tuli", in: Keel ja Kirjandus 10/2001, S. 691–703.
- Lisandusi Uku Masingu retseptsiooniloole (Külliki Vulfi ärgitusel), in: Keel ja Kirjandus 11/2002, S. 809–814.

## Sekundärliteratur
- Toomas Liiv: Õnnesoov Karl Murule, in: Keel ja Kirjandus 1/1987, S. 56–57.
- Ele Süvalep: Tartu–Jõgeva joonel. Karl Muru 70, in: Keel ja Kirjandus 1/1997, S. 52–53.
- Karl Muru 1.I 1927 – 30.V 2017, in: Looming 6/2017, S. 935.
- Mart Velsker: In memoriam Karl Murui, in: Keel ja Kirjandus 7/2017, S. 569–571.